# Lätt tungvikt i grekisk-romersk stil i brottning vid olympiska sommarspelen 1976
Herrarnas brottningsturnering i grekisk-romersk stil i viktklassen lätt tungvikt vid olympiska sommarspelen 1976 avgjordes i Maurice Richard Arena i Montréal.

## Medaljörer
| Klass         | Guld                             | Silver                    | Brons                      |
| Lätt tungvikt | Valeri Rezantsev · Sovjetunionen | Stoyan Ivanov · Bulgarien | Czesław Kwieciński · Polen |

## Resultat
Legend
- TF — Vinst genom fall
- IN — Vinst genom att motståndaren skadas
- DQ — Vinst genom passivitet
- D1 — Vinst genom passivitet, vinnaren är också passiv
- D2 — Båda brottarna förlorade på grund av passivitet
- FF — Vinst genom förverkande
- DNA — Anlände inte
- TPP — Totala straffpoäng
- MPP — Matchstraffpoäng

Straff
- 0 — Vinst genom fall, teknisk överlägsenhet, passivitet, skada och förverkande
- 0.5 — Vinst på poäng, 8-11 poängs skillnad
- 1 — Vinst på poäng, 1-7 poängs skillnad
- 2 — Vinst på passivitet, vinnaren är också passiv
- 3 — Förlust på poäng, 1-7 poängs skillnad
- 3.5 — Förlust på poäng, 8-11 poängs skillnad
- 4 — Förlust genom fall, teknisk överlägsenhet, passivitet, skada och förverkande

### Elimineringsrunda

#### Omgång 1
| TPP | MPP |                          | Poäng     |                        | MPP | TPP |
| --- | --- | ------------------------ | --------- | ---------------------- | --- | --- |
| 0   | 0   | Sadao Sato (JPN)         | TF / 2:00 | Fred Theobald (FRG)    | 4   | 4   |
| 4   | 4   | Michel Grangier (FRA)    | DQ / 7:54 | Valery Rezantsev (URS) | 0   | 0   |
| 3   | 3   | Petre Dicu (ROU)         | 2 - 7     | István Séllyei (HUN)   | 1   | 1   |
| 3   | 3   | Darko Nišavić (YUG)      | 3 - 10    | Stoyan Ivanov (BUL)    | 1   | 1   |
| 0   | 0   | James Johnson (USA)      | TF / 1:20 | Ambroise Sarr (SEN)    | 4   | 4   |
| 0   | 0   | Frank Andersson (SWE)    | 25 - 9    | Hashem Kolahi (IRI)    | 4   | 4   |
| 0   |     | Czesław Kwieciński (POL) |           | Bye                    |     |     |

#### Omgång 2
| TPP | MPP |                          | Poäng     |                       | MPP | TPP |
| --- | --- | ------------------------ | --------- | --------------------- | --- | --- |
| 0   | 0   | Czesław Kwieciński (POL) | TF / 2:00 | Sadao Sato (JPN)      | 4   | 4   |
| 5   | 1   | Fred Theobald (FRG)      | 11 - 4    | Michel Grangier (FRA) | 3   | 7   |
| 0   | 0   | Valery Rezantsev (URS)   | TF / 2:51 | Petre Dicu (ROU)      | 4   | 7   |
| 4   | 3   | István Séllyei (HUN)     | 2 - 4     | Darko Nišavić (YUG)   | 1   | 4   |
| 1   | 0   | Stoyan Ivanov (BUL)      | TF / 8:02 | James Johnson (USA)   | 4   | 4   |
| 8   | 4   | Ambroise Sarr (SEN)      | TF / 1:32 | Frank Andersson (SWE) | 0   | 0   |
| 4   |     | Hashem Kolahi (IRI)      |           | Bye                   |     |     |

#### Omgång 3
| TPP | MPP |                     | Poäng     |                          | MPP | TPP |
| --- | --- | ------------------- | --------- | ------------------------ | --- | --- |
| 8   | 4   | Hashem Kolahi (IRI) | TF / 0:12 | Czesław Kwieciński (POL) | 0   | 0   |
| 8   | 4   | Sadao Sato (JPN)    | TF / 3:55 | Valery Rezantsev (URS)   | 0   | 0   |
| 9   | 4   | Fred Theobald (FRG) | DQ / 5:06 | István Séllyei (HUN)     | 0   | 4   |
| 4   | 0   | Darko Nišavić (YUG) | DQ / 7:28 | James Johnson (USA)      | 4   | 8   |
| 2   | 1   | Stoyan Ivanov (BUL) | 10 - 4    | Frank Andersson (SWE)    | 3   | 3   |

#### Omgång 4
| TPP | MPP |                          | Poäng     |                        | MPP | TPP |
| --- | --- | ------------------------ | --------- | ---------------------- | --- | --- |
| 3   | 3   | Czesław Kwieciński (POL) | 3 - 9     | Valery Rezantsev (URS) | 1   | 1   |
| 8   | 4   | István Séllyei (HUN)     | DQ / 4:55 | Stoyan Ivanov (BUL)    | 0   | 2   |
| 5   | 1   | Darko Nišavić (YUG)      | 3 - 2     | Frank Andersson (SWE)  | 3   | 6   |

#### Omgång 5
| TPP | MPP |                          | Poäng     |                     | MPP | TPP |
| --- | --- | ------------------------ | --------- | ------------------- | --- | --- |
| 3   | 0   | Czesław Kwieciński (POL) | DQ / 8:00 | Darko Nišavić (YUG) | 4   | 9   |
| 2   | 1   | Valery Rezantsev (URS)   | 6 - 6     | Stoyan Ivanov (BUL) | 3   | 5   |

#### Sista omgångarna
| TPP | MPP |                          | Poäng     |                          | MPP | TPP |
| --- | --- | ------------------------ | --------- | ------------------------ | --- | --- |
|     | 3   | Czesław Kwieciński (POL) | 3 - 9     | Valeri Rezantsev (URS)   | 1   |     |
| 2   | 1   | Valery Rezantsev (URS)   | 6 - 6     | Stoyan Ivanov (BUL)      | 3   |     |
| 5   | 2   | Stoyan Ivanov (BUL)      | D1 / 6:46 | Czesław Kwieciński (POL) | 4   | 7   |